# Marco Della Vedova
Marco Della Vedova (Premosello-Chiovenda, 27 giugno 1972) è un ex ciclista su strada italiano.

## Palmarès

### Strada
- 1995 (Dilettanti)

Trofeo Matteotti - Marcialla
Cronoscalata Gardone Val Trompia-Prati di Caregno

## Piazzamenti

### Grandi Giri
- Giro d'Italia

1996: 34º
1997: 60º
1998: 83º
1999: 42º
2000: 48º
- Tour de France

1996: ritirato (14ª tappa)
- Vuelta a España

1997: ritirato (6ª tappa)
1999: ritirato (16ª tappa)
2000: 46º

### Classiche monumento
- Liegi-Bastogne-Liegi

1998: 101º
2000: 98º